# Luis Alberto Moreno

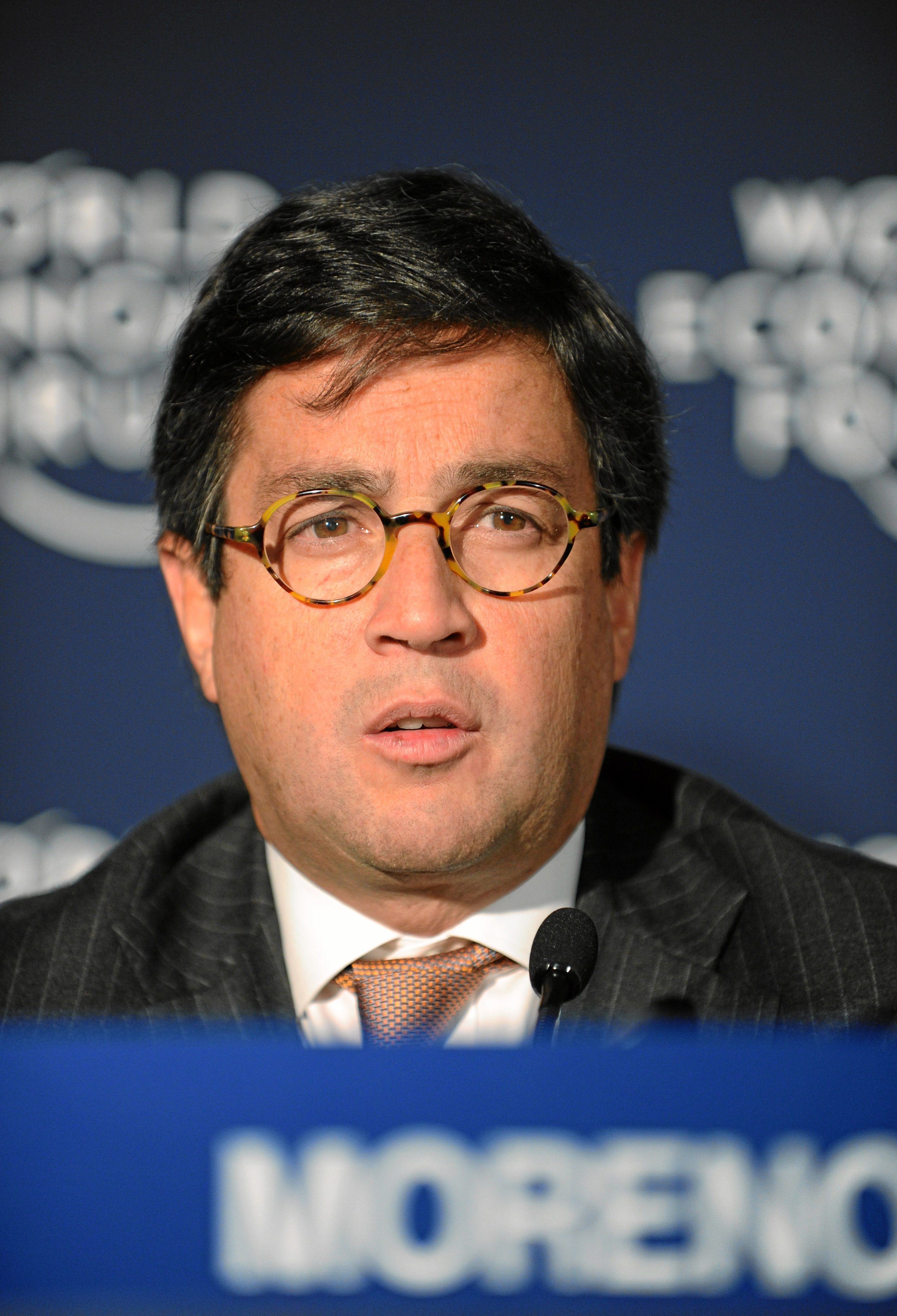
Luis Alberto Moreno

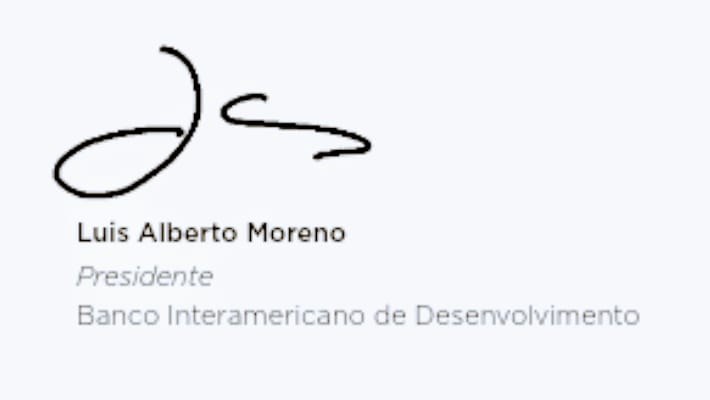
Assinatura.

Luis Alberto Moreno (Filadélfia, 3 de maio de 1953) é um diplomata e empresário colombiano. Ele foi presidente do Banco Interamericano de Desenvolvimento (BID) de 2005 a 2020.
Alguns dos marcos da gestão de Moreno no BID são: a aprovação de US$ 4,4 bilhões em alívio da dívida para Bolívia, Guiana, Haiti, Honduras e Nicarágua, os países membros mais fortemente endividados, em 2007; a aprovação do 9º Aumento Geral de Capital, a maior expansão de recursos da história do Banco, em 2010; a concentração das operações do Grupo com o setor privado no BID Invest, em 2016; uma reconstituição de recursos do FUMIN com contribuições históricas de países da América Latina e Caribe, em 2017; o lançamento de um fundo de subsídio especial em 2019 para ajudar os países a integrar os migrantes nas comunidades locais e contribuir para o seu desenvolvimento; e a resposta institucional à pandemia de coronavírus em 2020.
Antes de entrar para o Banco, Moreno foi embaixador da Colômbia nos Estados Unidos por sete anos (1998-2005). 
Antes de atuar como embaixador, Moreno teve uma carreira destacada nos setores público e privado. Como Ministro do Desenvolvimento Econômico, levou adiante uma agenda ambiciosa para melhorar a competitividade e foi presidente do Instituto de Fomento Industrial, uma holding do setor público na Colômbia. No setor privado, foi produtor executivo de TV Hoy, um programa jornalístico premiado, e assessor estratégico de importantes empresas colombianas e investidores estrangeiros.
Moreno recebeu inúmeras distinções, entre elas a condecoração máxima da Colômbia em tempos de paz, a Grã-Cruz da Ordem de Boyacá; a Grã-Cruz da Ordem de Rio Branco do Brasil; a Grã-Cruz da Ordem de Isabel a Católica da Espanha; o Prêmio de Liderança Destacada nas Américas por Equidade Social da Inter-American Dialogue; o Prêmio Woodrow Wilson por Serviços Públicos; o Prêmio “Eagle of the Americas” da Associação de Câmaras de Comércio da América Latina; e o Prêmio Bravo Business por Serviços Destacadas ao Hemisfério da Latin Trade.
Graduado em Administração de Empresas e Economia pela Florida Atlantic University, Moreno tem um MBA da Thunderbird School of Global Management. Em 1990, a Harvard University lhe concedeu uma Neiman Fellowship por suas realizações na área do jornalismo. 